# Mercedes Cabrera
Mercedes Cabrera Calvo-Sotelo (Madrid, 3 de dezembro de 1951) é uma política, historiadora, ex-ministra de seu país e deputada espanhola.
Mercedes descende de importante ícones políticos, tendo em sua sua família várias figuras históricas no cenário espanhol. Do lado do pai, é a neta do cientista canário José Cabrera Felipe, e sobrinha-neta do acadêmico físico Blas Cabrera Felipe, que dividiu o seu trabalho com figuras como Albert Einstein. Do lado da mãe, é sobrinha de políticos como o espanhol Leopoldo Calvo-Sotelo, ex-primeiro-ministro (1981-1982), e Fernando Moran, ex-ministro das Relações Exteriores (1982-1985), e sobrinha-neta do líder monarquista durante a Segunda República, José Calvo Sotelo, e do escritor e acadêmico língua Joaquín Calvo Sotelo.
É professora de História do Pensamento e Movimentos Sociais e Políticos na Universidade Complutense de Madrid desde 1996.